# Jure Prpić
 Ovo je glavno značenje pojma Jure Prpić. Za druga značenja pogledajte George Perpich.
Jure Prpić (Đala, Banat, 16. studenoga 1920. − 23. travnja 2009.), hrvatski domovinski i iseljenički povjesničar, književnik i iseljenički djelatnik, professor emeritus U američkim izvorima je pod imenom Jure George Prpic.

## Životopis
Rodio se je u mjestu Đali u Banatu. Pučku je školu pohađao u nekoliko mjesta: Podgoraču, Našicama i Slavonskoj Požegi. Maturirao u Slavonskoj Požegi. Otišao je studirati pravo u Zagreb. Već prije kraja rata otišao je izvan Hrvatske. Otišao je siječnja 1945. u Austriju i nije se vratio u Hrvatsku, nego je ostao u emigraciji.  Studirao je u Štajerskom Gradcu (Grazu) povijest. Od tad se sustavno bavio proučavanjem hrvatskog iseljavanja. Još kao student objavio je svoje radove u listovima kao što su Hrvatski narod, Hrvatska smotra i Hrvatska revija. Dok je bio u Austriji pisao je za Danicu i Hrvatsku. Pet godina poslije rata otišao je u SAD. Došavši u SAD, još je redovitije pisao o hrvatskim migracijama, i na hrvatskom i na engleskom. Prvo je bio u Cincinnatiju, pa u Clevelandu. Na tom je odredištu studirao povijest Sveučilištu John Caroll, na kojem je i magistrirao. U Washingtonu DC doktorirao je na Sveučilištu Georgetownu dizertacijom The Croats in America (Hrvati u Americi). Povijest je predavao od 1958. godine. Desetljećima je u statusu redovitog profesora predavao u Clevelandu na Sveučilištu John Carroll sve do odlaska u mirovinu 1989. godine. Slovio kao najbolji poznavatelj hrvatskih migracija među povjesničarima. Uz znanstveni rad, opus mu čine članci, književni prikazi, eseji i pjesme. Objavio ih je u brojnim hrvatskim i inozemnim publikacijama (Journal of Croatian Studies, Hrvatska revija, Zajedničar, Hrvatski glas, Danica, Hrvatski kalendar, Naša nada, Studia croatica). Također se je bavio crtanjem i slikanjem.
Suosnivač Association for Croatian Studies, društva osnovanog 1977. godine, čiji je bio višegodišnjim stupom nosačem i promicateljem. Također je bio tajnik, blagajnik i urednik biltena društva Bulletin - Association for Croatian Studies od 1977. do 1991. godine. Umro je 2009. godine. Sprovodna misa bila je u hrvatskoj katoličkoj crkvi sv. Pavla u Clevelandu. Iza njega ostali su supruga Hilda (r. Hermann, iz Slovenije) te djeca Frank i Maya.

## Djela
Opus mu čine brojna poglavlja u knjigama gdje je bilo više autora. Objavio je zasebice djela:
- World Communism: A Selective Chronology 1917-1964, 1965.  

- Eastern Europe and World Communism: A Selective, Annotated Bibliography in English, 1966.  

- Fifty Years of World Communism: 1917-1967. A Selective Chronology, 1967.  

- The Croatian Publications Abroad After 1939: A Bibliography,  1969. 

- A Century of World Communism: A Selective Chronological Outline,  1970.

- The Croatian Immigrants in America, New York, 1971. (4. izdanja do 1980.)

- Hrvatske knjige i knjižice u iseljeništvu. Croatian Books and Booklets Written in Exile, 1973. 

- Posljednji svibanj (pjesme), 1973. 

- Ireland, Croatia and Bangladesh, 1973.  

- Tragedies and Migrations in Croatian History, 1973. 

- Croatia and Hungary During the Turkish Era, 1973. 

- Selected Ethnic Communities of Cleveland: A Socia-economic Study  (suautor: Karl Bonutti), 1974.

- Fifteen Years of the Institute for Soviet and East European Studies, 1961-76, 1976.  

- South Slavic Immigration in America, Boston, 1978. 

- Croatia and the Croatians: A Selected and Annotated Bibliography in English, 1982.

- Prose, Poetry, Drawings - Proza, lirika, crteži, 1985. 

- The Modern Middle East: A Reference Guide, 1987.  

- Baklja u luci: Pjesme-bilješke-crteži. The Torch in the Harbor:  Poems-Notes-Drawings, 1989.  

- Posljednji svibanj (pjesme), pretisak, Zagreb, 1990.  

- Hrvatske knjige i knjižice u iseljeništvu, (bibliografija), Zagreb, 1990.

## Nagrade i priznanja
- Šimun Šito Ćorić uvrstio ga je u svoju antologiju 60 hrvatskih emigrantskih pisaca.[2]

## Vanjske poveznice
- (eng.) Studia croatica George J. Prpic: Were Some Croats Present at Discovery of America?, EARLY CROATIAN CONTACTS WITH AMERICA AND THE MYSTERY OF THE CROATANS*